# 최진백
최진백(1994년 5월 27일 ~ )은 대한민국의 축구 선수이며 포지션은 골키퍼이다. 현재 전주시민축구단에서 활약하고 있다.

## 클럽 경력
2017년 2월 13일 최진백은 테스트를 치른 뒤, 극적으로 K리그 클래식 2017로 승격한 강원 FC에 신인 추가지명으로 입단하였다. 해당 시즌 동안 K리그 클래식에서는 단 한 번도 나서지 못했으나, R리그에 주로 출전하여 10경기 16실점을 기록하였다.
2018시즌을 앞두고 내셔널리그 부산교통공사에 입단하였다.
2022시즌을 앞두고 FC 남동에 입단했다.